# Al Imran
Al Imran (àrab: آل عمران, Āl ʿImrān, lit. ‘La família d'Imran’) o La família d'Imran és la tercera sura de l'Alcorà, amb dues-centes aleies. El nom de la sura remet a Imran, el Joaquim bíblic, que hi és esmentat juntament amb tota la seva família: la seva esposa (Anna), la seva filla Màriam (Maria), el seu oncle Zakaria (Zacaries), el seu nebot Iàhia (Joan el Baptista) i el seu net Issa (Jesús).

## Revelació
Pel que fa al rerefons contextual de la revelació (asbab an-nuzul, ‘raons de la revelació’), es creu que aquesta sura va ser la segona o la tercera de les sures revelades a Medina, ja que fa referència a les batalles de Badr (624) i Úhud (625). Gairebé tot el contingut també pertany a l'any 3 de l'Hègira, tot i que una part dels seus versos podrien haver estat revelats durant la visita dels cristians de Najran arran de l'esdeveniment de la mubàhala, que va ocórrer al voltant de l'any 9 de l'Hègira (632).